# 구조적 입체기하학

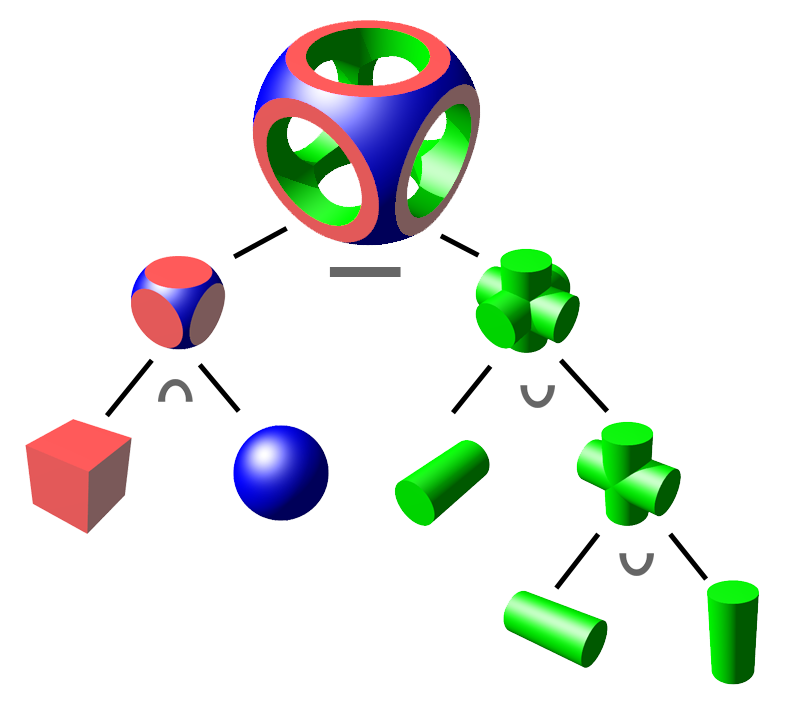
CSG 오브젝트들은 바이너리 트리로 표현할 수 있으며, 이 안에서 리브(leave)는 프리미티브를, 노드(node)는 연산자를 나타낸다. 이 그림에서 노드는 교차를 위해 로, 조합을 위해 로, 차이를 위해 로 명명되어 있다.

구조적 입체기하학(構造的立體幾何學, constructive solid geometry, CSG, 이전 명칭: computational binary solid geometry)은 솔리드 모델링에 쓰이는 기법의 하나이다. 구조적 입체 기하학은 모델러가 복잡한 표현이나 오브젝트를 만들 수 있게 하며, 이는 단순한 오브젝트를 병합하기 위해 불린 연산자를 이용함으로써 이루어진다. 종종 CSG는 시각적으로 복잡하게 보이는 모델이나 표현을 표현하지만 실제로는 영리하게 병합된 것 또는 분리된 오브젝트들 정도이다.
3차원 컴퓨터 그래픽스와 CAD에서 CSG는 절차적 모델링에 종종 사용된다. CSG는 폴리곤 메시에도 수행할 수 있으며 절차성/파라메트릭성을 따를 수도 있고 그렇지 않을 수도 있다.

## CSG의 작업
|  |  |  |

## CSG를 지원하는 응용 프로그램

### 제네릭 모델링 언어 및 소프트웨어
- 하이퍼펀(HyperFun)
- PLaSM - 솔리드 모델링을 위한 프로그래밍 언어

### 광선 추적 및 입자 전이
- 포토리얼리스틱 렌더맨(PhotoRealistic RenderMan)
- POV-Ray

### CAD
- BRL-CAD
- 셀프캐드(SelfCAD)
- 프리캐드
- 오픈SCAD
- Antimony
- 프로/엔지니어
- 솔리드웍스 - 기계적 CAD 제품군
- 벡터웍스
- 오토캐드
- Rhino
- 리얼소프트 3D

### 게이밍
- GtkRadiant
- Roblox 스튜디오 - 2014년부터
- 언리얼 엔진
- 소스 (게임 엔진)
- 유니티 (편집 모드 및 실시간. Asset Store Purchased 플러그인 필수)

### 기타
- 3Delight
- 블렌더 (블렌더는 서피스 메시 편집기이지만 메타 오브젝트를 사용하여 단순한 CSG를 할 수 있다)
- Clara.io
- Feature Manipulation Engine
- MCNP
- 스케치업